# Laura Molenaar
Laura Molenaar (26 februari 2002) is een Nederlandse wielrenster. Vanaf 2023 rijdt ze bij Parkhotel Valkenburg, dat in 2024 verder ging onder de naam VolkerWessels. Vanaf augustus 2023 kwam ze zes maanden niet in actie vanwege de ziekte van Pfeiffer. In juni 2024 won ze de tweede etappe (van drie) en het eindklassement van de Ronde van Polen.

## Palmares

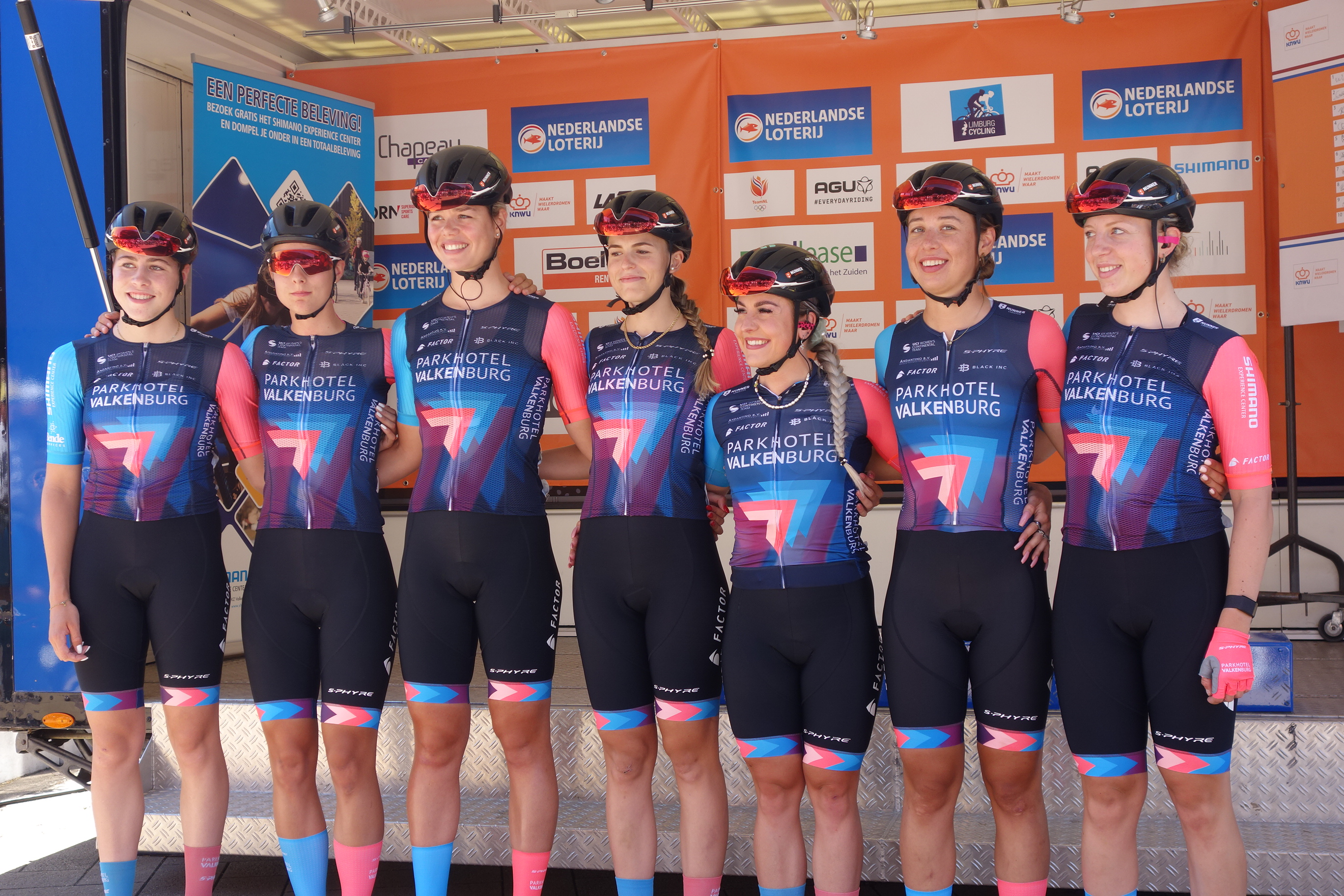
Molenaar (midden) voor het NK in 2023

2021
Jongerenklassement Watersley Womens Challenge
2024
Eindklassement Ronde van Polen
2e etappe Ronde van Polen

### Resultaten in voornaamste wedstrijden
| Jaar | Ronde van Italië | Ronde van Frankrijk | Ronde van Spanje |
| ---- | ---------------- | ------------------- | ---------------- |
| 2023 |                  |                     |                  |
| 2024 |                  |                     | 84e              |
| 2025 |                  | 85e                 |                  |

| Jaar | Gent-Wevelgem | Ronde van Vlaanderen | Amstel Gold Race | Luik-Bast.‑Luik | Omloop Het Nieuwsblad | Waalse Pijl |
| ---- | ------------- | -------------------- | ---------------- | --------------- | --------------------- | ----------- |
| 2023 | opgave        | 83e                  | 74e              | opgave          | 83e                   | opgave      |
| 2024 | opgave        |                      |                  |                 |                       | opgave      |
| 2025 |               | opgave               |                  |                 |                       |             |

## Ploegen
- 2023 –  Parkhotel Valkenburg
- 2024 –  VolkerWessels
- 2025 –  VolkerWessels

Van Bokhoven · Frain · Gerritse · Van Haaften · Van Helvoirt · Knijnenburg (vanaf 1/8) · Limpens · Molenaar · Nooijen · Poland · A. van Rooijen · S. van Rooijen · Schoens · Souren · Vanhove · Vanpachtenbeke · Van der Wolf (tot 17/5)
Beuling · Van Bokhoven · Demey · Dijkstra · Van Helvoirt · Jansen · Knijnenburg · Meert · Molenaar · Poland · A. van Rooijen · S. van Rooijen · Schoens · Souren · Stultiens · Vanhove · Vanpachtenbeke · Wisse (stagiair)
Beuling · Boogaard · Demey · Dijkstra · van Helvoirt · Jansen · Knijnenburg · Meert · Molenaar · Poland · Rijnbeek · van Rooijen · Schoens · Souren · Stultiens · Uneken · Vanpachtenbeke · Vollering · Wisse